# No One Here Gets Out Alive
No One Here Gets Out Alive (tdl. ‘Aquí nadie sale vivo’) fue la primera biografía sobre el cantante y letrista de la banda de rock The Doors, Jim Morrison, publicada en 1980. Su título está tomado de una línea de la canción de los Doors «Five to One», y el libro está dividido en tres secciones: The Bow is Drawn, The Arrow Flies y The Arrow Falls, para los primeros años de la vida de Morrison, su ascenso a la fama con The Doors, y luego sus últimos años y su muerte. El libro fue escrito por Jerry Hopkins y Danny Sugerman.
Se realizó un vídeo complementario con entrevistas a los miembros sobrevivientes de The Doors, Hopkins, Sugerman y Paul A. Rothchild, entre otros. Incluye algunas imágenes raras y fue el primer vídeo lanzado por la banda. Ayudó a reavivar el interés en The Doors al permitir que los fanáticos que eran demasiado jóvenes o que no podían recordarlo, vieran a The Doors en acción. Tras su lanzamiento, No One Here Gets Out Alive alcanzó el número 1 en todas las listas de los más vendidos y había vendido más de cinco millones de copias hasta 1995.
No One Here Gets Out Alive fue duramente criticada por varias personas por sus inexactitudes históricas y por sugerir ambiguamente que Morrison pudo haber fingido su propia muerte. Entre esas personas se encontraba Rothchild, quien afirmó que Sugerman había cambiado algunas de sus declaraciones mientras era entrevistado por Hopkin. El guitarrista de The Doors, Robby Krieger, dijo en respuesta al libro que Sugerman «tenía sus propias ideas sobre lo que sucedió y varias situaciones. En cierto modo, puso sus propias palabras, y lo que realmente me molestó fue que intentó hacer que Jim sonara como si estuviera hablando a través de Danny, y Jim no era realmente así».

## Antecedentes
Publicado casi una década después de la muerte de Morrison por el periodista Jerry Hopkins, el primer borrador fue escrito únicamente por Hopkins, basado en extensas entrevistas con Morrison. Pero los intentos de encontrar un editor durante los años en que The Doors ya no eran populares resultaron en toparse con el rechazo de todas las editoriales importantes. Ocho años después de la muerte de Morrison, la segunda versión del manuscrito, con contenido sensacionalista adicional, añadido por Danny Sugerman, hizo que los ejecutivos de Warner Books, parte del conglomerado de entretenimiento entonces conocido como Warner Communications, decidieran publicar y vender el libro en 1980.
Sugerman había comenzado a trabajar como asistente en la oficina de The Doors a la edad de 13 años en 1967 y se convirtió en el mánager de los miembros restantes después de la muerte de Morrison.
La publicación del libro, tras el lanzamiento en 1978 del álbum póstumo de palabra hablada de Morrison (con música de The Doors) An American Prayer, el uso destacado de la música de The Doors en la banda sonora de 1979 de la película Apocalypse Now y el lanzamiento en 1980 del álbum Greatest Hits de la banda, se combinaron para devolver a The Doors y Morrison a la cultura popular.

## Datos de publicación
- No One Here Gets Out Alive (1980), Jerry Hopkins y Danny Sugerman
  - Tapa dura de Plexus Publishing, 1980: ISBN 0-85965-039-1
  - Libro de bolsillo de Plexus Publishing, 1980: ISBN 0-85965-038-3
  - Tapa dura de Plexus Publishing, 1991: ISBN 0-85965-306-4
  - Libro de bolsillo de Plexus Publishing de 1991: ISBN 0-85965-138-X
  - Libro de bolsillo de Warner actualizado en 1995: ISBN 0-446-60228-0
  - Audiolibro de Time Warner de 1995: ISBN 1-57042-308-3
  - Edición de Barnes & Noble de 1997: ISBN 0-7607-0618-2